# کانی نیلسن
کانی اینگه-لیسه نیلسن (دانمارکی: Connie Inge-Lise Nielsen؛ زادهٔ ۳ ژوئیهٔ ۱۹۶۵) بازیگر دانمارکی است. او یکی از نقش‌های اصلی فیلم حماسی گلادیاتور (۲۰۰۰) و نقش هیپولیتا در دنیای توسعه‌یافته دی‌سی را ایفا کرده‌است.

## زندگی‌نامه
نیلسن در فردریکشاون دانمارک متولدشد. پدرش راننده اتوبوس ومادرش کارمند بیمه بود که به آهنگسازی نیز می‌پرداخت. او در خانواده ای مورمون پرورش یافت و در روستایی به نام الینگ بزرگ شد.
شروع بازیگری او در کنار مادرش و بازی روی نمایشنامه‌های محلی بود. در ۱۸ سالگی به پاریس رفت و به عنوان مدل و بازیگر مشغول به کارشد. او سپس به ایتالیا رفت و شروع به تحصیل در مدرسه درام رم کرد و مدتی نیز در میلان به سربرد. او سال‌های زیادی در ایتالیا زندگی کرد و پس از آن راهی آمریکا شد که هم‌اکنون نیز در این کشور به سر می‌برد.

## آغازکار

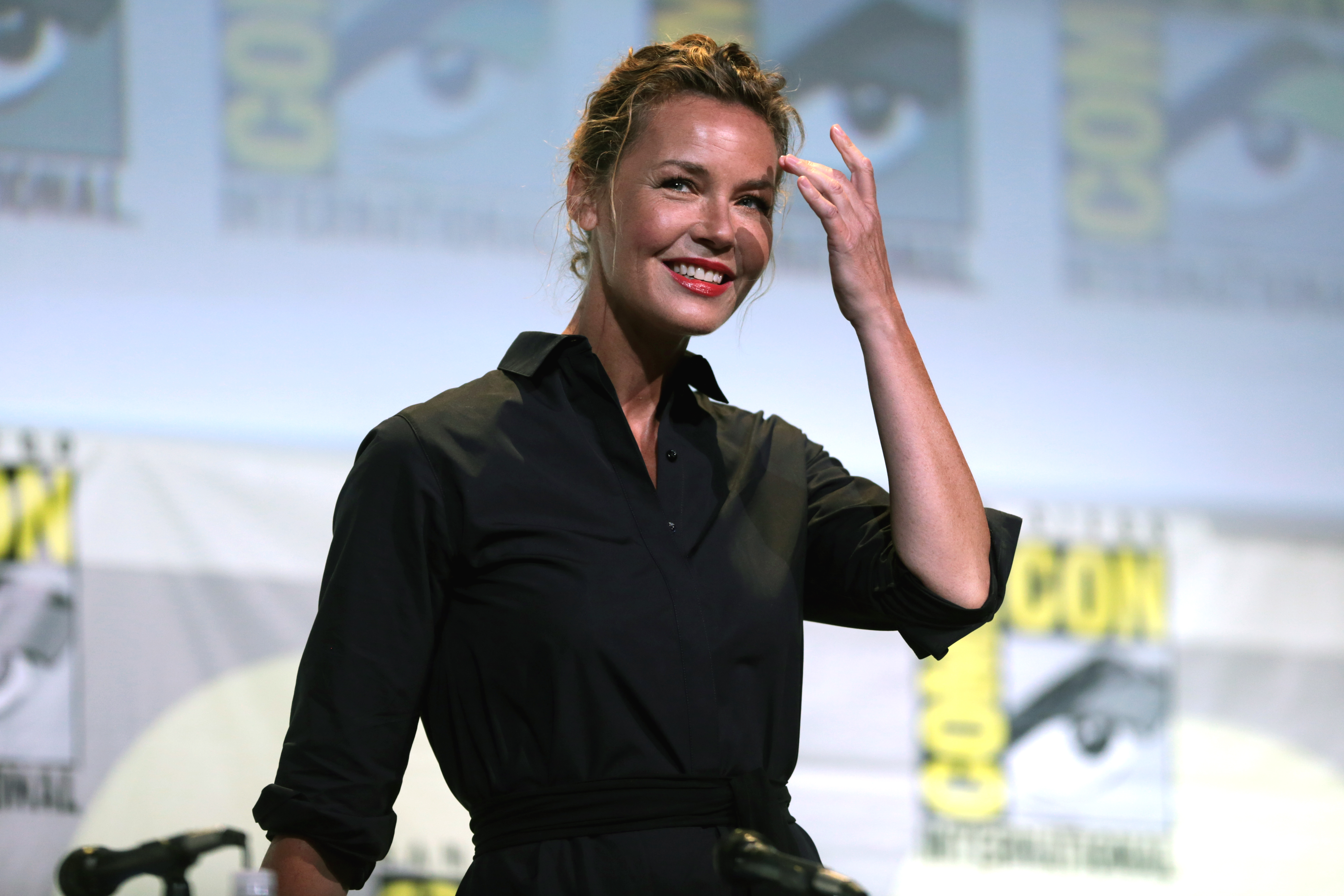
۲۰۱۹

کانی نیلسن در فرانسه در چند فیلم ظاهر شد. او در سال ۱۹۹۶ به آمریکا رفت و در آنجا اولین فیلم انگلیسی زبان خود را تجربه کرد. او در فیلم وکیل مدافع شیطان بازی خوب و قابل قبولی در کنار آل پاچینو و کیانو ریوز از خود به نمایش گذاشت. پس از آن نیز در چند فیلم دیگر به هنرنمایی پرداخت. در سال ۲۰۰۰ فیلم گلادیاتور به کارگردانی ریدلی اسکات ساخته شد. او برای اولین بار در این فیلم در مقابل راسل کرو بازی کرد. دراین فیلم نیلسن در نقش لوسیا ظاهر شد که باعث شناخته شدن او در جهان به همین اسم شده‌است.

## زندگی خصوصی
کانی نیلسن از رابطه قبلی خود صاحب یک پسر به نام سباستین شد. او در سال ۲۰۰۴ تا ۲۰۱۲ با لارس اولریک درامر گروه موسیقی متالیکا وارد رابطه شد که حاصل آن یک پسر به نام برایس تادئوس اولریش-نیلسن است.
کانی نیلسن می‌تواند به هشت زبان صحبت کند: دانمارکی، انگلیسی، اسپانیایی، فرانسوی، آلمانی، ایتالیایی، نروژی و سوئدی.

## فیلم‌شناسی

### فیلم
| سال     | عنوان                                     | نقش               | توضیحات |
| ------- | ----------------------------------------- | ----------------- | ------- |
| ۱۹۸۴    | Par où t'es rentré ? On t'a pas vu sortir | اوا               |         |
| ۱۹۹۱    | Vacanze di Natale '91                     | برونیلد / ونسا    |         |
| ۱۹۹۷    | وکیل‌مدافع شیطان                           | کریستابلا آندرولی |         |
| ۱۹۹۸    | نیمه‌شب ماندگار                            | داگمار            |         |
| ۱۹۹۸    | راشمور                                    | خانم کالووی       |         |
| ۱۹۹۸    | سرباز                                     | ساندرا            |         |
| ۲۰۰۰    | بی‌گناهان                                  | مگان دنرایت       |         |
| ۲۰۰۰    | مأموریت به مریخ                           | تری فیشر          |         |
| ۲۰۰۰    | گلادیاتور                                 | لوسیلا            |         |
| ۲۰۰۲    | عکس یک‌ساعته                               | نینا یورکین       |         |
| ۲۰۰۲    | عاشق دیوانه                               | دایان دومونکس     |         |
| ۲۰۰۳    | شکار                                      | ابی دورل          |         |
| ۲۰۰۳    | بیسیک                                     | آزبورن            |         |
| ۲۰۰۴    | برادران                                   | سارا              |         |
| ۲۰۰۴    | بازگشت به فرستنده                         | شارلوت کوری       |         |
| ۲۰۰۵    | تازش بزرگ                                 | مارگارت اوتینسکی  |         |
| ۲۰۰۵    | محصول یخی                                 | رناتا کرست        |         |
| ۲۰۰۶    | موقعیت                                    | آنا مولینوکس      |         |
| ۲۰۰۷    | نزاع در سیاتل                             | جین               |         |
| ۲۰۰۹    | درخشش رنگین کمان                          | مایر              |         |
| ۲۰۱۰    | کیدنپت                                    | سوزان             |         |
| ۲۰۱۱    | حس بی‌نقص                                  | جنی               |         |
| ۲۰۱۳    | نیمفومانیاک                               | مادر جو           |         |
| ۲۰۱۳    | ماجرای گالاپاگوس: شیطان به عدن آمد        | بارونس فون واگنر  | صداپیشه |
| ۲۰۱۴    | ۳ روز تا کشتن                             | کریستین رنر       |         |
| ۲۰۱۴    | بازگشت به صفر                             | دکتر کلر هولدن    |         |
| ۲۰۱۴    | همه مرتبط                                 | مارن              |         |
| ۲۰۱۵    | دونده                                     | دبورا پرایس       |         |
| ۲۰۱۶    | علی و نینو                                | دوشس کیپیانی      |         |
| ۲۰۱۶    | یازدهم                                    | کاترین فرث        |         |
| ۲۰۱۶    | شیر زن                                    | خانم گریوتورنت    |         |
| ۲۰۱۶    | اعترافات                                  | کلر ست            |         |
| ۲۰۱۷    | استراتون                                  | سامنر             |         |
| ۲۰۱۷    | زن شگفت‌انگیز                              | ملکه هیپولیتا     |         |
| ۲۰۱۷    | لیگ عدالت                                 | ملکه هیپولیتا     |         |
| ۲۰۱۸    | دریافت‌کننده جاسوس بود                     | کوراندا           |         |
| ۲۰۱۹    | موسیقی، جنگ و عشق                         | لینا              |         |
| تب دریا | فریا                                      |                   |         |
| ۲۰۲۰    | ارث                                       | کاترین مونرو      |         |
| ۲۰۲۰    | زن شگفت‌انگیز ۱۹۸۴                         | ملکه هیپولیتا     |         |
| ۲۰۲۱    | لیگ عدالت زک اسنایدر                      | ملکه هیپولیتا     |         |
| ۲۰۲۱    | هیچ‌کس                                     | بکا منسل          |         |
| ۲۰۲۴    | گلادیاتور ۲                               | لوسیلا            |         |
| TBA     | رول پلی                                   | TBA               |         |
| TBA     | کاست                                      | TBA               |         |